# Podolí nad Bobrůvkou
Podolí (deutsch Podolly, auch Podolle) ist eine Gemeinde in Tschechien. Sie liegt neun Kilometer südlich von Nové Město na Moravě und gehört zum Okres Žďár nad Sázavou.

## Geographie
Podolí befindet sich rechtsseitig des Flüsschens Bobrůvka in der Böhmisch-Mährischen Höhe. Östlich erhebt sich der Kalvárie (Borowaberg, 593 m).
Nachbarorte sind Řečice und Radešínská Svratka im Norden, Lánský Dvůr und Dlouhé im Nordosten, Bobrová im Osten, Radešín im Süden, Bohdalec im Südwesten, Křiby im Westen sowie Hodíškov im Nordwesten.

## Geschichte
Podolí wurde zum Ende des 13. Jahrhunderts gegründet und gehörte zu den Besitzungen der Herren von Lomnitz auf der Unterstadt Chrysan. Zum ersten Mal urkundlich erwähnt wurde das Dorf 1333 im Zuge der Erbregelung des Vznata von Skuhrov. Podolí unterstand dem Richter von Horní Bobrová. 1434 brach um das Erbe der Křižanovský von Lomnitz ein Streit aus, in dem sich der Vladike Petřík von Zwole das Dorf aneignete. Der rechtmäßige Besitzer Dobeš von Meziříčí führte in den Jahren 1436 bis 1437 ein Klageverfahren über einen Vergleich zur Rückgabe. Wenige Jahre später zog Petříks Sohn, Hynek von Zwole, das Dorf an sich, so dass die Geschwister Machna und Anežka von Křižanov ihren Besitz ebenfalls einklagen mussten. Als Teil der Křižanover Güter erhielt Johann von Pernstein das Dorf 1464 als markgräfliches Lehn. Wilhelm II. von Pernstein erteilte den Bewohnern von Podolí am 20. April 1478 das Recht des Heimfalls, insofern der Besitz in der Herrschaft verblieb. 1536 tauschten die Herren von Pernstein das Dorf beim Saarer Abt Ambrosius gegen das öde Klosterdorf Novošice ein.
1667 ist das erste Ortssiegel und Wappen von Podoly nachweisbar. 1787 bestand Podoly aus 23 Häusern und hatte 142 Einwohner. Gepfarrt war der Ort nach Horní Bobrová.
Nach der Aufhebung der Patrimonialherrschaften bildete Podolly ab 1850 einen Ortsteil der Gemeinde Horní Bobrová im Bezirk Neustadtl. 1864 entstand die politische Gemeinde Podolly. Bei einem Großfeuer wurden 1867 fünf Bauernhöfe zerstört. Im Jahre 1880 standen in Podolí 32 Häuser mit 186 Bewohnern. Zehn Jahre später lebten im Dorf 163 Menschen. Nach der Auflösung des Okres Nové Město na Moravě wurde die Gemeinde 1947 dem Okres Žďár nad Sázavou zugeordnet.

## Ortsgliederung
Für die Gemeinde Podolí sind keine Ortsteile ausgewiesen.

## Sehenswürdigkeiten
- Kapelle Jungfrau Maria Rosenkranz, errichtet 1887